# Мач судбине
Мач судбине је збирка приповедака пољског књижевника Анджеја Сапковског из 1996, други део Саге о Вешцу.

## Приповетке

### Граница могућности
Гералт од Ривије и Јенефер придружују се лову на змајеве.

#### Заплет
На друму близу Холопоља, Гералт од Ривије упознаје пријатељски расположеног витеза по имену Три Чавке и његове телохранитељке из Зериканије (земље на истоку), са којима проводи веселу ноћ у крчми. Ујутро, путници наилазе на блокиран друм: градска стража не пушта путнике даље, пошто је локални владар са групом најамника у лову на змаја који терорише читав крај - змај је украо неколико оваца, али га је успешно отровао локални обућар Козојед, после чега се болесни змај повукао у своју пећину. За болесним (и самим тим, слабијим) змајем дигла се читава хајка: локални владар жели да га убије како би остварио право на суседно краљевство, уз помоћ шарене групе најамника: једног витеза луталице, тројице "Секача" (професионалних змајоубица), групе патуљака које предводи Јарпен Зигрин, и двоје чаробњака: Дорегараја и Јенефер, која признаје Гералту да јој је змај потребан како би платила операцију која ће јој омогућити да има деце (како би прешла "границе могућности"). Ту је и Невен, који жели материјал за нову баладу из прве руке.
На изненађење нападача, уместо слабог и болесног локалног змаја појављује се огроман златни змај, који говори људским гласом: он учтиво и званично изазива нападаче на борбу. Витез луталица креће први: змај га побеђује, али одбија да му одузме живот. Гералт и Дорегај стају на страну змаја, али их обојицу обара Јенефер својом магијом; она наређује осталима да се губе, али је обара Јарпен Зигрин прецизно баченом куглицом. Њих троје, заједно са Невеном, везани гледају наставак борбе, и схватају да змај брани своје младунче, не веће од јагњета, које се сакрива поред везане Јенефер. Секачи и патуљци су потучени, када на бојиште стиже милиција из Холопоља, предвођена Козоједом: они као од шале хватају змаја рибарским мрежама, али га спасавају Зериканке (које су пратиле Три Чавке), и Јенефер, која уз Гералтову помоћ успева да се ослободи.
На крају сазнајемо истину: златни змај је заправо Три Чавке, који има способност метаморфозе, и људе сматра симпатичним, а у борби између Реда и Хаоса, Гералт и Јенефер опредељују се за змаја, који је бранио своје младунче (то је једино благо које се крило у змајевој пећини), док је његова мајка (отровани локални змај са почетка) успела да побегне док је Три Чавке задржавао нападаче. Змај се пријатељски опрашта од Гералта и Јенефер, предсказујући им да су суђени једно другом, али да од њихове љубави нема ништа: Јенефер одговара да не верује у границе могућности.
Поука приче је да свако, па и змај може бити на страни добра, али свако, па и човек, и на страни зла.

### Комадић леда
Гералт сазнаје детаље из Јенеферине прошлости.

#### Заплет
Гералт и Јенефер су поново заједно. На врхунцу среће, у новом граду Гералт упознаје чаробњака Истреда, Јенефериног старог пријатеља и љубавника, који му признаје да је смртно заљубљен у Јен и захтева од њега да му је препусти. Јенефер отворено признаје Гералту да је већ годинама у вези са обојицом, и да не може да изабере између њих, пошто су јој обојица потребни: страст коју јој даје Гералт, и подршка и разумевање коју пружа Истред. Сломљен чаробнициним признањем, Гералт се поново суочава са Истредом, који је у истом неиздрживом положају: ниједан од њих не може да је остави, а не може да поднесе да је дели са другим; у очајању, одлучују се за двобој сутра у зору. Уочи двобоја, Гералт одлази у најзлогласнију крчму без оружја и размеће се својим златом: нападнут од разбојника на улици, одбија да се брани, али разбојници препознају његов вештерски медаљон и одбијају да га убију, препоручујући му да се сам обеси о кајасе у штали, ако баш жели смрт. У зору, Гералт долази на место двобоја, где га Истред, моћан чаробњак, дочекује наоружан само мачем, дајући му реч да ће се борити не користећи магију, иако је јасно да против вешца нема никакве шансе. Истред признаје Гералту да је добио поруку од Јенефер: напушта их обојицу, пошто није у стању да им узврати истом мером, а постоје дарови који се у том случају не смеју примити - њена је љубав као комадић леда. Гералт одбија да га убије, дајући му исти савет који је синоћ добио од разбојника.

### Вечни пламен
Гералт решава мистерију замене идентитета на улицама Новиграда.

#### Заплет
У Новиграду, метрополи Севера ("готово 30.000 становника, 32 крчме и 12 бордела"), Гералт и Невен помажу хобиту Даинтију Бибервелту, богатом трговцу, да разоткрије дуплера који је преузео његов лик и украо му идентитет. Упознавши дуплера у току потере, Гералт одлучује да га поштеди, уверивши се да се ради о безопасном, прогоњеном створењу које само покушава да преживи и нађе своје место под сунцем. Дирнут, Даинти Бибервелт га прихвата као новог рођака ("Дуду Бибервелт") и ортака у пословима, а на крају сазнајемо да у Новиграду има још дуплера, од који су неки на веома високим положајима.

### Мало пожртвовања
Сатирична верзија "Мале сирене".

#### Заплет
Без новца, Гералт и Невен не могу да бирају послове: Невен свира по свадбама (где Гералт упознаје младу песникињу Еси Давен, звану "Окце", и заводи је из досаде), а Гералт пристаје да ради као преводилац за принца Агловала, који преко њега разговара са локалном сиреном, у коју је заљубљен. Пошто принц одбија да му плати ("јер плаћа резултате, а не добре намере"), Гералт прихвата нови задатак: неко је искасапио читаву посаду брода за лов на бисере. Ушавши у море за време осеке, Гералт и Невен (који му се придружио у потрази за бисерима и материјалом за нову баладу) откривају подводни град, и једва преживљавају сукоб са његовим становницима, интелигентним и наоружаним риболиким, антропоморфним створењима, захваљујући помоћи сирене. Гералт поново не добија награду, иако је рањен (пошто је убио свега неколико створења, чиме није решио проблем лова на бисере), и одбија место официра у Агловаловој служби; једини плод читаве авантуре је један плави бисер - који Гералт поклања Еси - и то да се Еси смртно заљубила у Гералта, који први пут схвата колико је тешко узвратити љубав неком кога не волиш (како Невен објашњава, Јенефер га је толико искварила, да му се нормалне жене више не допадају). На крају, Гералт проводи ноћ са Еси, а Невен саставља баладу о љубави вешца и песникиње, која је трајала вечно.
А заправо, Гералт и Еси се никада више нису срели: она је умрла за време епидемије у Визими 4 године касније, и Невен ју је сахранио у шуми, са њеном лаутом и Гералтовим бисером, и на њеном гробу је једини пут отпевао своју баладу. Пред зору, прикрао му се гладан и бесан вукодлак, али, видећи да је то Невен, кратко је послушао, а затим се удаљио.

### Мач судбине
Гералт упознаје Цири, принцезу Цинтре, и бежи од судбине.

#### Заплет
На ивици Брокилона, последње слободне шуме вилењака, Гералт (који је пошао у Брокилон као посланик краља Венцлава од Бруге) наилази на групу побијених војника и рањеног витеза, који га моли да спасе принцезу коју су тражили. Опкољен од Дријада, вилењакиња које чувају шуму, Гералт им се обраћа на вилењачком, представљајући се као Гвинблејд, Бели Вук, пријатељ Етне, господарице Брокилона. На путу кроз шуму у пратњи младе дријаде по имену Браен (која очито није права вилењакиња, већ девојчица коју су отеле и одгајиле дријаде), Гералт спасава зеленооку десетогодишњу девојчицу од џиновске стоноге, а затим је на леђима понесе са собом; успут сазнаје да је девојчица принцеза по имену Цири, да су јој родитељи страдали у бродолому и да је бака одлучила да је уда за принца Кистрина (сина краља Ервила од Вердена) : она је побегла од тог брака са једним младим штитоношом (кога су успут убиле дријаде) и тако доспела у Брокилон. Девојчица признаје Гералту да се не може удати пошто јој је мајка била чаробница и отац такође зачаран, а она је суђена за друге ствари, иако још не зна које, пошто бака то крије од ње. Гералт јој успут исприча причу, подели храну са њом и научи је да истресе нос прстима; на доласку у град на дрвећу, Срце Брокилона, Гералту везују очи, док Цири не, и он јој објашњава да дријаде никада не секу дрвеће, већ га негују да расте. У граду дријада срећу Фрејксенета, рањеног витеза, кога су дријаде превиле и донеле на рукама: сазнајемо да је он неко време био корморан, све док му Гералт није скинуо урок - Цири први пут сазнаје да је Гералт вештац.
Господарица Етна, чија је покојна кћи некада волела Гералта, одлучује судбину заробљеника: Фрејксенет ће остати док се не опорави, а затим послужити за приплод младим дријадама, док не заслужи слободу; Гералт је слободан да оде, и однесе поруку краљу Венцлаву да се Брокилон никада неће предати, нити преговарати са људима, а Цири ће остати у Брокилону и одрасти као дријада, у замену за унуче које Гералт (као вештац) није могао дати Етниној кћери. Цири смело признаје Етни да је се не плаши, пошто ју је бака научила да дријаде нису зле, а Етна препознаје Цири као једно од деце Древне крви (тј. вилењачког порекла), о којима коворе пророчанства. Међутим, Цири признаје да не може остати у Брокилону, пошто мора да пође са Гералтом, који је њена судбина: подвргнута Води Брокилона, која треба да јој одузме памћење и претвори је у дријаду, Цири остаје неизмењена, и потврђује да жели да пође за својом судбином. Гералт захваљује Етни, убеђен да се није радило о Води Брокилона, и испија напитак после Цири како би то доказао: одмах пада у транс (иако чаробни напици не делују на вешце) и у визији угледа принцезу Павету, Јенефер и краљицу Каланте, које му говоре о судбини (Павета да га његова судбина чека, Јенефер да је сем судбине, потребно нешто више, а Каланте, смртно рањена, да је судбина свих осим Гералта, смрт). Пробудивши се из транса на ивици Брокилона са принцезом крај себе, Гералт је најзад препознаје као Паветину кћи, унуку Каланте од Цинтре; Цири му признаје да јој је дадиља рекла да ће доћи вештац беле косе и одвести је.
На путу из шуме (Цири је инстиктивно нашла пут) наилазе на трговце побијене на друму, и најамнике краља Ервила, који тврде да су злочин починиле дријаде, али Цири примећује дрвеће оборено да препречи пут, и нехотице говори наглас да то нису могле бити Дријаде; војници сместа нападају Гералта и Цири, али их спасавају дријаде и друид Мишовор, који је кренуо у потрагу за принцезом. Мишовор позива Гералта у Цинтру, тврдећи да је Цири судбином заувек везана за Гералта (што скорашњи догађаји потврђују), и нуди му да одмах поведе Цири са собом, али га вештац одбија, јер не жели да угрози Цири. Када се искрао из логора, у журби, још дуго је чуо за собом девојчицино дозивање, и повике да од судбине неће побећи.

### Нешто више
Гералт сазнаје да се од судбине не може побећи.

#### Заплет
У Горњем Содену, на уклетом мосту, Гералт спасава трговца по имену Јурга од чопора крвожедних двоножних гмизаваца, у замену за обећање ("Даћеш ми оно што по повратку кући затекнеш а чему се не надаш"). Тешко рањен, возећи се у колима доживљава халуцинације кроз које сазнајемо догађаје од претходних година. Сан први. Сан други.
Уз пут их сустиже чаробница Висена, исцелитељка, која им је кренула у помоћ сазнавши да је Гералт рањен, и лечи Гералта и његове пратиоце бесплатно (пошто од вештаца не узима новац из солидарности); дошавши себи, Гералт је препознаје као своју мајку, чије име је сазнао од Весемира - вешца који га је одгајио и дао му име Гералт од Ривије (ривски акценат је увежбао накнадно, како би имао завичај, макар у машти). Сусрет је тежак за обоје, ниједно од њих не може речима да премости судбину која их повезује, али се растају пријатељски.
У разговору са Јургом, сазнајемо да је Гералт провео годину дана на северу: за то време, северна краљевства била су нападнута од јужне империје Нилфгарда (које народ севера колоквијално назива Црни, збој боје униформи), али је инвазија одбијена у Другој бици за Соден, здруженим војскама северних краљева и двадесет и двоје чаробњака, од којих је четрнаесторо положило животе у бици, бранећи народ Содена (Јурга говори о њима са великим поштовањем и захвалношћу). На бојишту, на Брду Чаробњака, Гералт затиче камени споменик богато украшен цвећем, са уклесаним именима погинулих чаробњака, међу којима и своје старе пријатељице Лите Нејд, зване Корал, и Трис Мериголд; изгубивши свест, Гералт има визију Смрти, као бледе, плавооке, босе девојке која га прати у стопу, и нуди јој да пође са њом одмах, али га она одбија. Јурга добровољно нуди Гералту свог млађег сина да учи вештерски занат (пошто зна да његова жена више не може да рађа): Гералт тврди да често има сумње у праведност свог посла, а Јурга одговара да је сумња добра и људска: само Зло је нема. Сан трећи.
На доласку у Заречје, Јургиној кући, његова жена Златолика открива му да је усвојила девојчицу, ратно сироче, које су спасили друиди: пред кућом Гералт среће Цири, и на њене речи да је она његова судбина, грли је са речима да је она нешто више.

##### Сан први
На Мајску Ноћ (Бетлејен), Гералт и Јенефер случајно се срећу на сеоском весељу, тачно годину, два месеца и 18 дана од растанка (у причи "Комадић Леда"). Упркос устезању и сукобљеним емоцијама, проводе ноћ заједно: ујутро, Јен каже Гералту да се морају растати да не би једно друго повредили, и да сама судбина није довољна - потребно је нешто више. На растанку, упозорава га да иде у Цинтру, и да не одустаје, јер долазе зла времена.

##### Сан други
Поново у Цинтри, шест година након догађаја у причи "Питање цене", Гералт среће Мишовора, који му открива да му је Каланте наредила да убије вешца, али је затим без објашњења повукла наредбу. Такође сазнаје о смрти Павете и Дунија у бродолому. Краљица Каланте га искушава: најпре му нуди да погоди које је Чедо Ненаданости међу десеторо друге деце, и тако потврди судбину, а затим му нуди да поведе било које дете уместо њеног унука, и одгаји га као вешца. Међутим, Гералт одбија да учини избор, и нуди да јој остави унуче, ако га замоли: краљица пада у јарост, прети му тамницом, али се одмах смирује, и почиње да разговара пријатељски: она је сазнала да Кушање Травама (иницијацију вештаца) преживљава мање од половине деце, и мисли да Гералт не узима дете зато што није сигуран у судбину и плаши се за дететов живот. Гералт потврђује и признаје да вешци не могу имати деце (последица мутација), и зато не престају да траже Дете Судбине, коме Кушање неће бити потребно; такође признаје да су одговорност за дете и ризик превелики, и наговештава да не жели да се дете једном сећа Каланте као он своје мајке (чаробнице којој зна име, али је никад није срео). На крају, Гералт се неопозиво одриче Права Ненаданости (прихватајући могућност да му се судбина освети због тога), јер зна да је за везу двоје људи потребно нешто више од судбине, и одлази не видећи Чедо Ненаданости. Каланте га испраћа пријатељски, са предосећањем да га види последњи пут.

##### Сан трећи
Годину дана раније, на путу за Цинтру, Гералт среће Невена на прелазу реке Јаруге (која је граница између Цинтре на југу и Вердена на северу), који је закрчен избеглицама и разбијеном војском у повлачењу. Вештац од Невена сазнаје за инвазију Нилфгардијаца, моћне империје јужно до Цинтре: војска Цинтре уништена је у боју, краљ Ејст је пао, а краљица Каланте се, тешко рањена, са преживелима повукла у Цинтру. Град и замак заузети су на јуриш, пошто су чаробњаци из Нилфгарда магијом разнели капију и део зидина; кула се бранила четири дана, захваљујући магијској заштити, а затим је освојена: нико од бранилаца није преживео. Племкиње Цинтре саме су поубијале своју децу, а краљица Каланте бацила се са куле у смрт, али и тако Црни су оскрнавили њено тело. Гералт схвата да је Цири погинула са осталима, упркос судбини, и да га више ништа не везује за Цинтру: са Невеном одлази на север.

## Цитати
Постоје поклони који се не смеју примити, ако се не могу узвратити...нечим једнако вредним. У супротном, тај поклон ће процурити кроз прсте, истопиће се као комад леда стиснут у руци. (Јенефер о љубави)

## Ликови
- Гералт од Ривије (пољ. Geralt z Rivii) познат и као Гвинблејд (Древни вилењачки говор: "Бели вук") и Касапин из Блавикена,[8] је главни јунак Саге о Вешцу. Вештац, који путује Континентом (углавном Северним краљевствима) и живи од лова на чудовишта, која муче целу земљу. Мутант, изложен мутагеним травама као дете (током процеса познатог као Кушња) обдарен натприродном снагом, брзином и оштрином чула (које појачава магичним еликсирима), дуговечношћу (имплицирано је да је старији од сто година, и не показује знаке старења) и основним познавањем магије, али је проклет стерилитетом, судбином свих мутаната. Опрезан, усамљен и ћутљив човек, ванбрачни син чаробнице која га се одрекла, одгајен на вештерској академији у Каер Морену, од старијег вешца по имену Визимир. Строго се придршава кодекса вештаца: не убија разумна бића и чува строгу неутралност у политичким сукобима.[9] Питер Апор тврди да он оличава неолиберални анти-политички дух пољске популарне културе из деведесетих.[10]

- Јенефер од Венгерберга (пољ. Yennefer z Vengerbergu) славна чаробница стара 94 године[11], са изгледом прелепе црнокосе девојке. Чланица Савета чаробњака, борила се код Содена на страни Едирна, где је ослепљена (али је излечена магијом). Поносна, независна и темпераментна жена, али дубоко заљубљена у Гералта; оптерећена немогућношћу да има децу, пошто се све полазнице школе магије у Аретузи стерилишу у детињству. У младости грбава, пореклом из полувилењачке породице.[11]

- Цирила Фиона Елен Ријанон (позната као Цири, од речи Зираел у Древном говору (што значи ластавица) пољ. Jaskolka, позната и као Лавић од Цинтре и Чедо Древне Крви, је принцеза Цинтре, кћи Павете и Дунија, и унука краљице Каланте. Усвојена кћи Гералта и Јенефер, потомак Ларе Дорен ап Шијадел, вилењачке чаробнице, и Крегана, људског чаробњака, носилац проречене Древне Крви, гена који јој даје моћ да путује кроз време и простор снагом магије.[12] Мршава плавокоса девојчица зелених очију, обучена у вештерским вештинама у Каер Морену, као и основама магије од Јенефер.
- Невен (енгл. Dandelion, пољ. Jaskier) правим именом гроф Јулијан, чувени песник, бард и Гералтов пријатељ. Неке од његових најславнијих балада описују љубав Гералта и Јенефер; прве две збирке приповедака представљене су у трећој књизи као песме које Невен пева слушаоцима под светим дрветом.[13] У време саге близу четрдесете, необично висок, младолик и привлачан, понекад га замењују за вилењака. Учесник већине Гералтових авантура.

## Географија
Иако званична мапа још не постоји, на основу описа из књига, измишљени "Континент" може се грубо поделити у три дела:
- северозападни део Континента заузимају Северна Краљевстава: Редања (северозападно), Кедвен (североисточно), Темерија, Махакам, Соден и Бруга (југозападно) и Едирн, Лирија и Ривија (југоисточно); уз западну обалу леже Цидарис и Скелишка острва; северно од Редање налазе се Ковир и Повис. Граница Северних краљевстава и Нилфгарда иде реком Јаругом (која се улива у море код Цинтре): северно од Јаруге су кнежевине Бруга и Верден (вазали Темерије), а јужно од реке су Доњи Соден и Цинтра, од скора под влашћу Нилфгарда, и царске провинције Ебинг (уз обалу) и Дол Ангра (у унутрашњости), као и вазална кнежевина Тусен.[15]
- југозападни део Континента (јужно од реке Јаруге) заузима царство Нилфгард, састављено од провинција, од којих се помињу: Дол Ангра, Тусен (јужно од Јаруге), Метина, Назаир, Ебинг, Виковаро (даље на југу).[15]
- источни део Континента, где се налазе пустиња Корат, Зериканија, Хакланд и Ватрене планине, углавном је непознат.